# 月ヶ原山
月ヶ原山（つきがはらやま）は、石川県金沢市と富山県南砺市にまたがる山。標高は1169.8m。

## 概要
小矢部川上流にある山で、下小屋集落跡の西側に聳え立つ。
月ヶ原山の名前は地形図の測量時に付けられたもので、金沢市旧倉谷集落の小字月ヶ原から付けられた。
この山と多子津山の間にある鞍部には倉谷銀山の精錬用の木材運搬路があったと言われる。

## 自然
加賀藩主前田氏の鳥構山で木の伐採が禁止されてきたので大木が多く残る。山頂付近はブナ林が広がっている。

## 登山
登山道はなく、無雪期は沢沿いを詰めて山頂付近は藪漕ぎをすることになる。積雪期は赤堂山から稜線を辿るルートがあり、頂上の展望が開けている。